# REWE Group
REWE Group è un'azienda tedesca che opera nei settori della grande distribuzione organizzata e del turismo.
È attualmente presente in modo diretto o indiretto attraverso vari marchi, fra cui Billa e Penny Market in 14 Paesi: Germania, Francia, Austria, Svizzera, Italia, Croazia, Polonia, Ungheria, Bulgaria, Romania, Ucraina, Slovacchia, Repubblica Ceca, Russia.

## Storia
Nel 1927, il Revisionsverband der Westkauf-Genossenschaften (Rewe in breve) iniziò a lavorare a Colonia. Il suo scopo commerciale era quello di promuovere l'attività dei commercianti autonomi attraverso l'acquisto congiunto di beni a condizioni concorrenziali. Tra i prodotti più comunemente commercializzati dei primi anni c'erano nocciole, albicocche secche e uvetta. Al fine di garantire ulteriori vantaggi competitivi, le cooperative di acquisto hanno iniziato a influenzare i rivenditori affiliati in termini di allestimenti e pubblicità nei negozi nel 1930. In questo contesto, nel 1932 fu introdotta una scritta uniforme.
Nel 1935 diverse cooperative di acquisto della Germania centrale si unirono a Rewe. In modo da consentire un'ulteriore crescita, furono formate le sedi distrettuali, che da sempre costituiscono la spina dorsale di Rewe. Nel 1930, Rewe crebbe sempre più al di fuori della tradizionale area economica della Renania Vestfalia. Nel 1940, il numero di cooperative (106) e dei loro membri (circa 8000) raggiunse un massimo provvisorio. La seconda guerra mondiale segnò un punto di svolta per il gruppo commerciale, poiché i beni importanti erano difficili da ottenere e molti mercanti dovettero andare al fronte per il servizio militare. Al fine di compensare i problemi nella sua attività tradizionale, Rewe ha spostato le sue attività alla produzione. Inoltre parti importanti dell'amministrazione furono distrutte dai bombardamenti, così che Rewe fu quasi incapace alla fine della guerra di riprendere l'attività.
Alla fine degli anni settanta, condusse una nota battaglia giudiziaria contro la Bundesmonopolverwaltung für Branntwein, l'ente federale amministrativo delle acquaviti in Germania. Nel 1979, infatti, la Germania aveva proibito la vendita del liquore francese Crème de cassis (o Cassis de Digione) dato che il suo tenore alcoolico era inferiore a quello prescritto dal diritto tedesco. Contro la decisione insorse la REWE Group: la Corte di giustizia dell'Unione europea sancì la libera circolazione del liquore con la celebre sentenza Cassis de Dijon.

## Comparti

### Grande distribuzione organizzata

Logo Billa, una delle principali insegne del gruppo Rewe

- REWE - Catena di supermercati con 3.000 punti vendita in Germania.
- Billa - Catena di supermercati con più di 1.000 punti vendita in Austria e 400 distribuiti fra Bulgaria, Croazia, Repubblica Ceca, Polonia, Russia, Slovacchia e Ucraina ed inoltre aveva sostituito la maggior parte dei p.v. Standa in Italia.
- Extra - Catena di supermercati con 300 punti vendita in Germania.
- Penny Market - Catena di discount con 3.000 punti vendita distribuiti fra Germania, Austria, Italia, Romania, Ungheria e Repubblica Ceca.
- Penny Market XXL - Catena di ipermercati presente in Romania.
- Fegro/Selgros - Catena di negozi cash and carry che opera in joint venture con Otto Group in Germania, Romania e Polonia.
- Nahkauf - Catena di empori in Germania.
- Toom Market - Catena di distribuzione in Germania.
- ProMarkt - Compagnia di elettronica di consumo con 50 punti vendita in Germania.
- Toom BauMarkt - Catena di negozi per il bricolage con 250 punti vendita in Germania.
- Merkur - Catena di supermercati con 100 punti vendita in Austria.
- Standa - Catena di supermercati con un punto vendita a Colonia, chiuso nel 2017.
- Uni - Catena di supermercati con 16 punti vendita in Piemonte e 1 in Lombardia.

### Turismo
- REWE Touristik: ITS, Jahn Reisen, Tjaereborg e clevertours.com
- Deutsches Reisebüro: Dertour, Meier's Weltreisen e ADAC Reisen